# Área Protegida Autónoma Descentralizada Mazán
El Área Protegida Autónoma Descentralizada Municipal Mazán, es un área protegida localizada al suroeste del Ecuador, en la provincia de Azuay, entre las parroquias Sayausí y San Joaquín, del cantón Cuenca. Tiene como objetivo la preservación del patrimonio natural del cantón Cuenca, vegetación altoandina como páramos, humedales y bosque nativo. Alberga alrededor de 211 especies de flora, 34 de mamíferos, 128 de aves, y 16 de herpetofauna, con un endemismo total del 12,3%.
El área protege especies amenazadas como el Jambato de Mazán (Atelopus exiguus), un sapo pequeño endémico del Ecuador, el cual se encuentra en Peligro Crítico de Extinción, este anfibio únicamente se conoce en pocas localidades de Azuay, habita en páramos y bosques montanos, en parches de árboles Polylepis y zonas de pasto.
Es el área protegida número 62 del país y la quinta Área Protegida Municipal del país que se incorpora al Sistema Nacional de Áreas Protegidas (SNAP). Colinda con el parque nacional Cajas (PNC). El 25 de junio de 2021, Ministerio de Ambiente, Agua y Transición Ecológica (MAATE), mediante el Acuerdo Ministerial Nro 2021-006, declara al “Área Ecológica de Conservación Municipal Mazán” como nueva Área Protegida Autónoma Descentralizada. Cabe mencionar que con el apoyo de Andes Amazon Fund, Naturaleza y Cultura Internacional  junto a la Comisión de Gestión Ambiental del Municipio de Cuenca, ETAPA EP,  Electro Generadora del Austro (Elecaustro S.A) y FONAPA participaron en la construcción de la ordenanza para la creación del Subsistema Autónomo Descentralizado de Áreas de Conservación y Uso Sustentable para la protección de las fuentes hídricas, el aire puro y la biodiversidad en el cantón Cuenca,  aprobada 19 de enero de 2021.
Mazán está conformado por varios predios, propiedad del municipio y de la Empresa de Telecomunicaciones, Agua Potable, Alcantarillado y saneamiento de Cuenca (ETAPA EP), adquiridos entre 1984 y 2012. La zona de protección corresponde al 88,8 % del área, mientras que el 11,2% se destina a recuperación.